# 岡本玲
岡本 玲（おかもと れい、1991年〈平成3年〉6月18日 - ）は、日本の女優、タレント。本名:同じ。作詞はRei（レイ）名義。
和歌山県和歌山市出身。日本大学藝術学部映画学科演技コース卒業。エヴァーグリーン・エンタテイメント所属。第7回ニコラ読者モデルオーディショングランプリ。元『nicola』専属モデル。
趣味・特技はピアノ、珠算、暗算。

## 来歴
- 2003年、ファッション雑誌『ニコラ』の専属モデルオーディションでグランプリを受賞し芸能界入り。また、『ニコラ』の専属モデルで結成されたアイドルユニット『ニコモノ！』のメンバーとしてCDデビュー[注 1]。
- 2006年、先駆舎から現在の事務所に移籍。
- 2007年、進学を機に上京[5][2]。『生徒諸君!』で初のドラマ出演。
- 2008年、表紙登場回数歴代1位の記録[2]を残して『ニコラ』を卒業。モデル業以外での芸能活動を本格的に開始し、「teenage days」でソロ歌手としてCDデビュー。『憐 Ren』で映画初主演[6]。ドラマ・映画『赤い糸』の主人公の親友役「山岸美亜」を演じた[注 2]。
- 2009年4月、自身のブログにて全日制の高校から通信制の高校に転学した事を発表。理由については、「今まで学校に行っていた時間を受験勉強に役立てたい」と述べている[7]。
- 2010年、高校卒業[5][8]。同年4月、日本大学藝術学部映画学科に進学。
- 2011年、和歌山県より『わかやまパンダ大使』に任命される[9]。
- 2012年3月17日より新大阪・京都 - 白浜間にて運転開始された『くろしお』新型車両の下り1番列車の出発式（新大阪駅にて開催）で、乗務員に花束を贈呈。出発後は新大阪駅コンコースにてトークイベントを行った。
- 2012年、紀の国わかやま国体のイメージソング審査員の1人となる[10]。
- 2013年、和歌山市より『平成25年度 和歌山文化奨励賞』を受賞[11][12]。
- 2014年3月、日本大学藝術学部映画学科卒業[13]。同年9月21日、和歌山北警察署の一日署長を務めた[14]。
- 2016年11月5日、『ベストレザーニスト2016』を受賞[15]。
- 2024年1月11日、映画『茶飲友達』で第37回高崎映画祭最優秀俳優賞の受賞が発表された[16][17]。

### モデル活動
- 2歳年上の姉が愛読していた『ニコラ』に出ていた蒼井優と新垣結衣に憧れ、モデルオーディションに母が撮影した写真を同封し応募。東京で行われたそろばん大会と面接の日がたまたま同じ日だったため、親が東京で面接を受けることを許してくれた。面接では、その面接前にそろばんの大会に出場していたことや、同世代の人の特技としては珍しかったことから、そろばんのことばかり聞かれたという[18]。
- 新垣結衣や虎南有香、にわみきほから、妹のように可愛がられていた。
- 『ニコラ』の表紙登場回数25回で、2009年現在最多である[19]。雑誌の人気投票では5年近くトップだった[20]。ライバル雑誌の勢いに押されて長らく部数が伸び悩んでいた『ニコラ』が、彼女を表紙に多く起用しだした2005年あたりから息を吹き返し、彼女の表紙起用回数が2/3（8回）を占め、2006年後半には同ジャンルの雑誌のトップに躍り出た[20]。
- 岡本在籍時代の『ニコラ』の編集長を務めていた松本美帆子は、「岡本は万人受けする美人ではないし、モデルとしては決して恵まれてはいない」と語っている。しかし、それを努力でカバーしたり、新たな形にかえて読者に提案する力があると評している[20]。松本によると、岡本が使用したものは問い合わせが殺到するため、ファッションブランドをはじめ各種企業から誌面で使用してほしいという指名がダントツで、調整に悩むことも度々あったという[20]。松本をはじめとする関係者は、その凄さを「触ると売れる」と表現した[20]。

## 人物
- 自分の性格を「負けず嫌い、頑固」と語っている。また、長所・短所は「完璧主義なところ」。
- 小学生の頃は、木登りをするなど、お転婆な一面もあった[2]。
- 2008年1月発売の『JUNON』3月号の「08年ブレークする人ベスト10」ランキングで、9位にランクインした。
- 2008年2月19日放送の『踊る！さんま御殿!!』で「踊る！ヒット賞!!」を受賞。
- 2009年9月27日放送の第7回『おとなの学力検定スペシャル小中学校教科書クイズ！』（日本テレビ）では、予選を3位で突破し、クライマックスを制し、優勝を果たした。
- 使用しているギターはアメリカ合衆国の有名ギターメーカーギブソンがオリジナルデザインで制作したギブソン・SGである。岡本がデザインし、スコットランドのタータンチェック協会から唯一正式に認定されたタータンチェック柄を使用し、SGモデルでは世界初のオリジナルギターとなる[21]。
- 2019年1月4日放送の『熱唱！ニッポン！みんなでご当地SONG自慢！』（NHKラジオ第1）で、自身が中学を卒業し上京する際にクラスメイトが歌ってくれたKiroroの『Best Friend』を「ふるさとを感じる歌」に挙げた[22]。

### 嗜好
- 好きな食べ物は、煮込みハンバーグ、しらす、グリーンコーナーの天かけラーメン[9]。
- 阪神ファンである[15]。
- 元AKB48の峯岸みなみとは、ドラマ『恋して悪魔〜ヴァンパイア☆ボーイ〜』で共演して以来友達関係を持つ。
- 『鋼の錬金術師』や『青の祓魔師』等多数のマンガを所持しており、部屋に収まりきらないマンガは実家に送って置いている。

### 特技・技能
ギターやピアノ、漢字、英語、珠算・暗算など、様々な特技・技能を持っている。暗算などの検定はめずらしく、よく質問される。2014年時点で、所属事務所が公表しているプロフィール等によれば、下記の級・段位を持つ。
- 実用英語技能検定（英検） 2級
- 書道 2段
- 日本珠算連盟段位認定試験 珠算 準3段
- 日本珠算連盟段位認定試験 暗算 4段

特に珠算・暗算は、小学校1年生の頃から週4日そろばん教室（大河内珠算会）に通い、中学校でも珠算部に入るなど、子供の頃からの得意分野で、ほぼ毎年競技大会において成績を残していた。また、ピアノも3歳のときから習い続け、和歌山県大会で銀賞を取ったこともある。具体的な成績については競技実績を参照。

## 出演

### テレビドラマ

#### レギュラー
- 生徒諸君!（2007年4月 - 6月、朝日放送・テレビ朝日） - 柴田安里 役
- 赤い糸（2008年12月 - 2009年3月、フジテレビ） - 山岸美亜 役
- 恋して悪魔〜ヴァンパイア☆ボーイ〜（2009年7月 - 9月、関西テレビ・フジテレビ） - 植村ともみ 役
- タンブリング（2010年4月 - 6月、TBS） - 浅倉葵 役
- フリーター、家を買う。（2010年10月 - 12月、フジテレビ） - 星野あかり 役
- 最高の人生の終り方〜エンディングプランナー〜（2012年1月 - 3月、TBS） - 水野可南子 役
- クロヒョウ2 龍が如く 阿修羅編（2012年4月 - 6月、TBS） - 水嶋彩 役
- 連続テレビ小説（NHK）
  - 純と愛（2012年10月 - 2013年3月） - 待田誠 役
  - わろてんか（2017年10月 - 2018年3月） - 杉田楓 役
    - スピンオフ ラブ＆マンザイ～LOVE and MANZAI～第3話「楓の恋のラビリンス」（2018年4月21日、NHK BSプレミアム） - 杉田楓 役
- 救命病棟24時〜第5シリーズ〜（2013年7月 - 9月、フジテレビ） - 美木麻衣子 役
- 杉村三郎シリーズ（TBS） - 椎名遥 役
  - 名もなき毒（2013年7月 - 9月）
  - ペテロの葬列（2014年7月 - 9月）
- はじめまして、愛しています。（2016年7月 - 9月、テレビ朝日） - 新井 役
- 今夜もLL 第1話 - 第4話「私の頭の中のパクドル」（2017年4月12日 - 5月3日、TOKYO MX） - 主演・清水玲奈 役
- 執事 西園寺の名推理（2018年4月 - 6月、テレビ東京） - 前田美佳 役
  - 執事 西園寺の名推理2 第1話・最終話（2019年4月 - 6月、テレビ東京） - 前田美佳 役
- ドラマW パンドラIV AI戦争（2018年11月 - 12月、WOWOW） - 木下和歌子 役
- わたし旦那をシェアしてた（2019年7月4日 - 9月6日、読売テレビ・日本テレビ） - 藤宮茜 役[29]
- 私と夫と夫の彼氏（2023年6月1日 - 、テレビ東京） - 町田真樹 役[30]
- リズム（2023年7月5日 - 26日、フジテレビ） - 舞城和歌子 役[31]
- その結婚、正気ですか?（2023年8月7日 - 9月25日、TOKYO MX1） - 主演・篠原奏音 役（長妻怜央とダブル主演）[32]
- 極限夫婦 第2章「玉川夫婦の場合」（2024年2月9日 - 23日、関西テレビ） - 玉川杏子 役[33]

#### 単発・ゲスト
- 松本清張スペシャル 殺人行おくのほそ道（2007年12月7日、フジテレビ） - 倉田麻佐子（少女時代） 役
- BOSS CASE07（2009年5月28日、フジテレビ） - 岡本玲（本人） 役
- いのちの島（2009年11月23日、TBS） - 倉持由香里 役
- 臨月の娘（2010年3月6日、テレビ朝日） - 渥美レイコ 役
- ほんとにあった怖い話（フジテレビ）
  - 夏の特別編2010「叫ぶ廃病院」（2010年8月24日） - 田島啓子 役
  - 夏の特別編2013「蠢く人形」（2013年8月17日） - 御崎加奈子 役
- 名探偵コナン 工藤新一への挑戦状 第9話（2011年9月1日、読売テレビ） - 遠山和葉 役
- クルマのふたり〜TOKYO DRIVE STORIES 第2話（2011年11月5日、TwellV） - 坂下なつみ（娘） 役
- 俺の空 刑事編 第4話（2011年11月6日、テレビ朝日） - 菅原結衣 役
- HUNTER〜その女たち、賞金稼ぎ〜 第5話（2011年11月8日、関西テレビ・フジテレビ） - 恵利子 役
- ティーンコート 第10話・第11話（2012年3月13日・20日、日本テレビ） - 水本真梨子 役
- 名探偵コナン ドラマスペシャル 工藤新一 京都新撰組殺人事件（2012年4月12日、読売テレビ） - 遠山和葉 役
- 三毛猫ホームズの推理 第8話・第9話（2012年6月2日・9日、日本テレビ） - 宮越友美 役
- 夢の扉 特別編 「20年後の君へ」（2012年7月1日、TBS） - 江川アミ 役
- 走馬灯株式会社 第4話（2012年8月6日、TBS） - 妹尾舞 役
- 赤川次郎原作 毒<ポイズン> 第6話（2012年11月8日、読売テレビ・日本テレビ） - 南星久美子 役
- お助け屋☆陣八 第11話（2013年3月21日、読売テレビ・日本テレビ） - 田畑梨香 役
- よろず占い処 陰陽屋へようこそ 第8話（2013年11月26日、関西テレビ） - 織田友紀奈 役
- 花園オールドボーイ（2014年1月10日、NHK総合 / 関西ローカル・同2月11日、全国放送） - 桜木優希 役
- 鼠、江戸を疾る 第5話（2014年2月6日、NHK総合） - お峰 役
- Dr.DMAT 第7話（2014年2月20日、TBS） - 藤原麻美 役
- 珈琲屋の人々 第2話（2014年4月13日、NHK BSプレミアム） - 弓代 役
- トクボウ 警察庁特殊防犯課 第7話・第11話 - 最終話（2014年5月15日、読売テレビ・日本テレビ） - 北柴田マリエ 役
- Nスタ特別編 なぜ母は殺人者に（2014年11月2日、TBS）
- ひとつ星の恋〜天才漫才師 横山やすしと妻〜（2014年11月23、30日、NHK BSプレミアム） - 光 役・語り
- マッチング・ラブ（2014年12月24日、TBS） - 工藤美里 役
- ウロボロス～この愛こそ、正義。 第2話（2015年1月23日、TBS） - 中塚葵 役
- 時代劇法廷スペシャル～被告人は坂本龍馬～（2015年3月21日、時代劇専門チャンネル）
- 心がポキッとね 第7話（2015年5月20日、フジテレビ） - 野村郁子 役
- 京都美食タクシー殺人レシピ（2015年6月13日、テレビ朝日） - 北山香奈 役
- 松本清張サスペンス・影の地帯（2015年7月6日、TBS） - 木崎香織 役
- コウノドリ 第9話（2015年12月11日、TBS） - 西山亜希菜 役
- 警視庁機動捜査隊216V まだ見ぬ夜明け（2015年12月21日、TBS） - 田辺紗絵 役
- 川獺（かわうそ）（2016年3月29日、NHK） - 香山由美 役[34]
- 逆転報道の女5（2016年5月14日、朝日放送） - 野崎彩花 役
- 科捜研の女（2016年10月20日・11月3日、テレビ朝日） - 桂井萌衣 役
- 大阪環状線 Part3 ひと駅ごとのスマイル天王寺駅編～ある夏の日に200パーセントの彼女に声をかけるということについて～（2018年3月7日、関西テレビ） - 朱音 役
- 日曜ワイド「刑事・横道逸郎」（2018年3月11日、テレビ朝日） - 奥沢千夏 役
- ハラスメントゲーム 第5話（2018年11月12日、テレビ東京)  - 関根かすみ 役
- 大誘拐2018（2018年12月14日、東海テレビ） - ミナちゃん 役
- さくらの親子丼2 第5話 - 最終話（2019年1月5日 - 26日、東海テレビ） - 柳原七海 役
- みかづき 第4話・第5話（2019年1月 - 2月、NHK総合） - 井上阿里 役
- 世にも奇妙な物語 '19雨の特別編「人間の種」（2019年6月8日、フジテレビ） - 春田希（31歳） 役[35]
- 抱かれたい12人の女たち 第7話（2019年11月17日、テレビ大阪)  - 売れないパンクロッカーの女 役[36]
- 十三人の刺客（2020年11月28日、NHK BSプレミアム） - 加代 役
- 警視庁強行犯係・樋口顕 最終話（2021年2月19日、テレビ東京） - 石野弥生 役
- 警視庁ゼロ係 第1話 - 第2話（2021年4月30日 - 5月7日、テレビ東京） - 川島空美 役
- 初情事まであと1時間 第5話（2021年8月14日、毎日放送） - 美織 役[37]
- 真夜中にハロー! 第2話（2022年1月20日、テレビ東京） - 三田村ゆうは 役[38]
- スタンドUPスタート 第2話・最終話（2023年1月25日・3月29日、フジテレビ） - 福島あかね 役[39]
- 旅屋おかえり「兵庫編」後編（2023年2月2日、NHK BSプレミアム） - 荒川はるか 役[40]
- 大奥「8代・徳川吉宗×水野祐之進編」第9 - 10回（2023年3月7日 - 3月14日、NHK総合） - 大岡忠光 役[41][42]
- こっち向いてよ美和子さん（2023年9月13日、Hulu） - 智子 役
- 十津川警部の事件簿「終着駅殺人事件」（2023年10月9日、テレビ東京） - 松木紀子 役[43]
- SHUT UP 第4話（2023年12月25日、テレビ東京）
- 消せない「私」〜復讐の連鎖～ 第4話 - 第6話（2024年1月27日 - 2月10日、日本テレビ） - 大桃実里 役
- 連続テレビ小説 虎に翼（2024年5月20日、NHK） - 両国満智 役
- 大川と小川の休日捜査（2024年9月30日、テレビ東京） - 須藤涼子 役[44]
- あなたを奪ったその日から 第7話（2025年6月2日、関西テレビ・フジテレビ）[45] - 島美織 役

### 情報番組
- アニメっこMAX（2006年4月 - 2007年3月、アニマックス）
- ニコモノ！（2004年4月 - 9月、テレビ大阪）レギュラー
- めざましテレビ（フジテレビ）
  - 「MOTTOいまドキ！」（2008年4月 - 2011年3月25日） - いまドキ☆ムスメとしてレギュラー出演
  - 「今日の占いカウントダウンHYPER」（2009年3月30日 - 2010年3月26日）
- 中居正広のニュースな会→中居正広のキャスターな会（2019年10月26日 - 、テレビ朝日）不定期出演

### バラエティ
- 全国一斉！日本人テスト（2008年10月2日 - 2009年7月30日、フジテレビ）レギュラー
- 20マウス（2011年4月20日 - 9月21日、TBS）レギュラー
- くりぃむクイズ ミラクル9（テレビ朝日）不定期出演
- スタジオパークからこんにちは（2013年2月25日、NHK総合）

他、単発出演は多数。

### ドキュメンタリー
- テレメンタリー2012「ココロのトケイ 帰らぬ妻残された夫 教師として」（2012年、北海道テレビ制作） - ナレーション
- 応援ドキュメント 明日はどっちだ（2013年4月2日、NHK総合） - 語り手

### 語学番組
- 3か月トピック英会話 「SNSで磨く！英語Output表現術」（2012年4月4日 - 6月27日、NHK Eテレ）

### その他のテレビ番組
- 第42回 NHK上方漫才コンテスト（2012年3月2日、NHK大阪） - 司会
- 新婚さんいらっしゃい！国際結婚特集（2019年12月22日、朝日放送)  - ボリビア・コチャバンバ特派員

### 映画
- 超劇場版ケロロ軍曹2 深海のプリンセスであります！（2007年） - レイ 役（声の出演）
- 秒速5センチメートル（2007年）
- 憐 Ren（2008年） - 主演・朝槻憐 役
- ゲゲゲの鬼太郎 千年呪い歌（2008年） - 友子 役
- 劇場版 仮面ライダーキバ 魔界城の王（2008年） - 机なつき 役
- 赤い糸（2008年） - 山岸美亜 役
- おにいちゃんのハナビ（2010年） - 手島カスミ 役
- 君へのメロディー（2010年） - 紺野ユウ 役
- 高校デビュー（2011年） - 栗原まこと 役
- 黄金を抱いて翔べ（2012年）
- ストロベリーナイト（2013年） - 内田貴代 役
- L・DK（2014年） - 渋谷萌 役
- 脳内ポイズンベリー（2015年） - 早乙女亮一の元カノ 役
- サクラダリセット（2017年） - 宇川紗々音 役
- バケツと僕！（2018年） - 黒田凛子 役
- ボクはボク、クジラはクジラで、泳いでいる。（2018年） - 間柴望美 役[46]
- 弥生、三月-君を愛した30年-（2020年)
- 茶飲友達（2023年） - 主演・佐々木マナ 役

#### 短編映画
- リンカーネーション（2023年）
- ケーキに、アイスも（2025年）

### 舞台
- SASUKE（2006年） - 風魔小次郎 役
- Legend〜風のなかの塵〜（脚本・演出：藤森一朗、2007年8月9日 - 13日、Air studio） - ハルカ 役
- 闇の門（脚本・演出：藤森一朗、2007年10月18日 - 22日、Air studio）
- DARKNESS GATE（脚本・演出：藤森一朗、2008年10月9日 - 13日、Air studio） - 吉野里緒役 / 浦沢ユウナ 役
- 路地裏の優しい猫（作・演出：森岡利行、2009年4月29日 - 5月5日、新国立劇場 小劇場） - ハルコ 役
- 朗読劇 私の頭の中の消しゴム（脚本・演出：岡本貴也） - 薫 役
  - 2nd letter（2010年9月13日・14日・17日、天王洲 銀河劇場）
  - 7th letter（2015年5月5日・6日、天王洲 銀河劇場）
- 十二人の怒れる人々（原作 ：レジナルド・ローズ、演出：藤森一朗、2011年1月26日 - 30日、AQUA studio）
- PRIDE（脚本・演出：藤森一朗、2011年2月9日 - 12日、AQUA studio）
- 熱海殺人事件（原作：つかこうへい、演出：藤森一朗、2011年3月2日 - 6日、AQUA studio）
- ろまんす -特別バージョン-（脚本・演出：藤森一朗、2011年5月11日 - 16日、Air studio）
- スマートモテリーマン講座（作・演出：福田雄一、2011年10月5日 - 6日、森ノ宮ピロティホール / 11日 - 19日、天王洲 銀河劇場）
- PRIDE（脚本・演出：藤森一朗、2011年11月2日 - 7日、AQUA studio）
- TIGER & BUNNY THE LIVE（総合演出：森崎泰助、脚本：毛利亘宏、2012年8月24日 - 9月1日、Zepp Diver City(TOKYO)） - カリーナ・ライル / ブルーローズ 役
- 朗読劇「不帰（かえらず）の初恋、海老名SA」（脚本・演出：坂元裕二、2012年9月30日、DDD青山クロスシアター）
- 売春捜査官（脚本・つかこうへい、演出・藤森一朗、2014年1月29日 - 2月2日、AQUA studio）
- スペシャルリーディング「をんな善哉」（作：鈴木聡　演出：中津留章仁、2014年6月14日、城崎国際アートセンター）
- ダンガンロンパ THE STAGE～希望の学園絶望の高校生～（脚本：堀江慶、演出：石田明、2014年10月29日 - 11月3日、日本青年館 大ホール） - 霧切響子 役
- 最後のサムライ（脚本：岡本貴也、演出：イヴァン・キャブネット、2015年3月4日 - 15日、天王洲 銀河劇場） - おすが 役
- 楽屋～流れ去るものはやがてなつかしき～（作：清水邦夫、演出：藤森一朗、2015年8月27日 - 31日、AQUA studio）
- カレーライフ（脚本：鈴木哲也、演出：松森望宏、2015年10月17日 - 25日、Zeppブルーシアター六本木 / 11月5日、熊本県立劇場演劇ホール / 7日、森ノ宮ピロティホール） - ヒカリ 役
- ラヴ・レターズ～2016 New Year Special～（作：A.R.ガーニー、訳・演出：青井陽治、2016年1月21日、PARCO劇場） - メリッサ 役
- KOKAMI@network vol.14 イントレランスの祭（2016年4月9日 - 5月6日、スペース・ゼロ・シアターBRAVA!・よみうり大手町ホール） - 青井蛍 役
- ダンガンロンパ THE STAGE～希望の学園絶望の高校生～（脚本・演出：田尾下哲、2016年6月16日 - 26日、Zeppブルーシアター六本木 / 7月1日 - 2日、東海市芸術劇場 / 7日 - 10日、サンケイホールブリーゼ / 14日 - 16日、関内ホール大ホール） - 霧切響子 役
- タクフェス わらいのまち（脚本・演出：宅間孝行、2017年3月30日 - 4月12日、東京グローブ座 / 14日 - 16日、中日劇場 / 18日 - 23日、兵庫県立芸術文化センター 阪急 中ホール）
- 劇団た組。 壁蝨 シアタートラム版（脚本・演出：加藤拓也、2017年9月29日 - 10月1日、シアタートラム）
- 熱帯樹（2019年2月17日 - 3月8日、シアタートラム / 12日 - 13日、兵庫県立芸術文化センター阪急中ホール / 16日 - 17日、東海市芸術劇場大ホール、作：三島由紀夫、演出：小川絵梨子） - 郁子 役[47][48]
- OFFICE SHIKA PRODUCE 罪男と罰男（脚本・演出：丸尾丸一郎、2020年3月11日 - 15日：座・高円寺1[注 3]、19日 - 22日：ABCホール） 美濃羽美子 役
- 第二十二回本公演 劇団時間制作 迷子（脚本・演出：谷碧仁、2020年11月21日 - 29日：東京芸術劇場シアターウエスト、配信有）[49]
- 森 フォレ（作：ワジディ・ムワワド、演出：上村聡史、2021年7月6日 - 24日、世田谷パブリックシアター / 28日、日本特殊陶業市民会館ビレッジホール / 8月7日 - 8日、兵庫県立芸術文化センター阪急中ホール）[50]
- 湊横濱荒狗挽歌～新粧、三人吉三。(作：野木萌葱、脚本：シライケイタ、2021年8月27日 - 9月12日、神奈川芸術劇場) - 弁財瞳（お嬢吉三） 役[51]
- 葉隠れ旅館物語（作：竹田新、演出、福士誠治、2021年11月10日 - 17日、あうるすぽっと）
- 陰陽師 生成り姫（作：夢枕獏、演出：鈴木裕美、脚本：マキノノゾミ、2022年2月22日 - 3月12日、新橋演舞場 / 3月18日 - 24日、南座） - 密虫 役
- ロビー・ヒーロー（作：ケネス・ロナーガン、演出：桑原裕子、2022年5月6日 - 22日、新国立劇場 小劇場 / 28日 - 29日、穂の国とよはし芸術劇場PLAT 主ホール / 6月5日、兵庫県立芸術文化センター 阪急中ホール / 11日、岡山市立市民文化ホール） - ドーン 役
- レオポルトシュタット（作：トム・ストッパード、演出：小川絵梨子、2022年10月14日 - 31日、新国立劇場 中劇場） - ハンナ・ヤコボヴィッツ 役[52]
- ブレイキング・ザ・コード（作：ヒュー・ホワイトモア、演出：稲葉賀恵、2023年4月1日 - 23日、シアタートラム） - パット・グリーン 役[53]
- デカローグプログラムD デカローグ8「ある過去に関する物語」（作：クシシュトフ・キェシロフスキ / クシシュトフ・ピェシェヴィチ、演出：上村聡史、2024年6月22日 - 7月15日、新国立劇場 小劇場）[54] - エルジュビエタ 役
- Come Blow Your Horn〜ボクの独立宣言〜（作：ニール・サイモン、翻訳：常田景子、演出：宮田慶子、2024年10月3日 - 20日、新国立劇場 中劇場 / 10月25日 - 28日、森ノ宮ピロティホール） - コニー 役[55]
- 血の婚礼（作：フェデリコ・ガルシーア・ロルカ、翻案：木内宏昌、演出：栗山民也、2024年12月7日 - 18日、IMM THEATER / 12月28日・29日、兵庫県立芸術文化センター 阪急中ホール）[56][57]
- ポルノグラフィ PORNOGRAPHY / レイジ RAGE（作：サイモン・スティーヴンス（英語版）、翻訳：小田島創志「ポルノグラフィ PORNOGRAPHY」・髙田曜子「レイジ RAGE」、演出：桐山知也、2025年2月15日 - 3月2日、シアタートラム）[58][59]
- みんな鳥になって（作：ワジディ・ムワワド、翻訳：藤井慎太郎、演出：上村聡史、2025年6月28日 - 7月21日、世田谷パブリックシアター / 7月25日 - 27日、兵庫県立芸術文化センター 阪急中ホール / 8月1日 - 3日、東海市芸術劇場 大ホール / 8月8日 - 10日、岡山芸術創造劇場 ハレノワ 大劇場 / 8月15日 - 17日、J:COM北九州芸術劇場 大ホール） - ワヒダ 役[60]
- 狂人なおもて往生をとぐ 〜昔、僕達は愛した〜（作：清水邦夫、演出：稲葉賀恵、2025年10月11日 - 18日〈予定〉、IMM THEATER） - 愛子 役[61]

#### 自主企画
- ダニーと紺碧の海（作:ジョン・パトリック・シャンリィ、訳:鈴木小百合、2020年1月17日 - 20日、下北沢 小劇場 楽園）

### Web ドラマ
- 紋別市移住PR動画〈Ｉターン編〉（2022年11月1日 - 、脚本・監督：中前勇児） - 今井裕子 役

### ラジオ
- ベロベロバー（2008年4月30日、KBCラジオ） - ゲスト出演
- オールナイトニッポン（2008年6月18日、ニッポン放送） - ワンデーパーソナリティ
- オールナイトニッポン 〜赤い糸スペシャル〜（2008年12月20日、ニッポン放送）
- FMシアター「アキタ系、なう」（2010年8月28日、NHK-FM） - エリー 役（主演）
- 鴻上尚史と岡本玲のサンデー・オトナラボ（2011年10月2日 - 2012年3月25日 、ニッポン放送） - 研究員（レギュラー）
- 青春アドベンチャーFM「あずかりやさん」（2019年11月11日 - 15日、NHK-FM）

### CM・広告
- タカラ(現:タカラトミー)
  - BRATZ（2004年）
  - たたいてボンゴミーヤ（2004年）
- 伊藤忠商事「Girl is Girl by nicola」（2004年）
- KDDI
  - au はぴモバ（2004年2月 - 終了時期不明）イメージキャラクター
  - Teen's au（ティーンズau）
- ワコール「ワコールジュニア」（2005年1月 - 12月）イメージキャラクター。2004年には虎南有香とCMに出演。
- ロート製薬
  - メンソレータムアクネス（2007年3月1日 - ）
  - サンプレイ、リセ スチル広告（2007年4月 - ）
- Question Mark 広告（2007年夏 - ）
- SONY「プレイステーション3」（2007年11月19日 - 12月）
- ユニバーサルミュージック、「アイのうた」（2008年2月7日 - ）
- サーティワンアイスクリーム（2008年4月26日 - ）
- 角川文庫「夏のキャンペーン」キャラクター “ハッケンくん” ナレーション（2010年6月 - ）
- ACジャパン「見える気持ちに。」篇 ナレーション（2010年7月 - ）
- CHINTAIトラベルサービス（2010年7月10日 - ）
- 朝日新聞社 広告特集「読書のかたち」『本に、疑似体験を求めて。』（2011年9月13日夕刊）
- ベルナール和歌山（2011年9月 - ）
- 総務省「信書制度周知用ポスター」（2013年3月）
- 日本損害保険協会 2013年度広報キャラクター（2014年3月）
- 小林製薬
  - フェミニーナ軟膏（2014年11月 - ）
  - アイボン Wビタミン（2016年8月 - ）
  - ブレスパルファム（2017年10月 ｰ ）
  - 美白スミガキ「歯が黒くなりそう」篇（2019年6月 - ）
  - イージーファイバー「好きなものと一緒に」篇（2019年10月 - ）
  - イージーファイバー乳酸菌プレミアム「善玉菌」篇（2021年5月 - 、西日本のみ）
  - ブルーレットはなりウム「お花入ったんだ」篇（2020年11月 - ）
  - アットノン「内側から修復」篇（2021年4月 - ）
  - ファイチ「メカニズム」篇（2021年7月 - ）
  - オードムーゲ「６０年の歴史」篇（2022年11月 - ）
- ローソン
  - ミッフィーキャンペーン（2016年1月 - 2月）
  - 春のリラックマフェア（2016年3月 - 6月）
  - グリーンスムージー『チェアラインダンス』篇（2016年6月 - ）
  - フラッペ『欲張りなオンナ』篇（2016年7月 - ）
  - アイスラテ『飲んでみてください。』篇（2016年7月 - ）
  - ローソンのカフェラテを飲んでみてください。篇（2016年10月 - ）
- プロミス
  - アプリでベンリ篇（2018年3月 - ）
  - はじめてのデート篇（2018年3月 - ）
  - アプリローンならはじめてでも完結！篇（2019年10月 - ）
  - トムおじさん登場篇（2020年9月 - ）
- フライヤー
  - こんな読み方しなくても篇（2019年5月 - ）
  - インプットやめたら、負けちゃうよ？篇（2019年5月 - ）
  - ビジネスワークアウト篇（2020年9月 - ）
  - ようやく来た篇（2021年1月 - ）

### イベント
- みんなのことめっちゃ好きやねん 岡本玲デビューだよ！Thank you for my friends!Tour（2008年3月21日 - 30日）
- 祝☆2nd!!線路は続くよ、Railroad Starツアーズ☆（2008年6月21日・22日）
- めざましLive'08 HY with 赤い糸（2008年8月26日）

### 雑誌・書籍
- ニコラ（2003年9月 - 2008年5月、新潮社）元専属（トップモデル）
- Myojo（集英社）準レギュラー
- JUNON（2007年8月号・2008年1月号 - 主婦と生活社）「岡本玲の月刊プリ☆パラ」連載中（2008年3月号 - ）

その他、単発の雑誌掲載多数。

### ゲーム
- ザ・サード バースデイ（イヴ・ブレア）

### その他
- 着うたサイト「アーティスト公式サウンド」にて着ボイス・着ムービー配信中
- アーティスト公式デコメール配信（現在NTTドコモ、auで配信中）
- 岡本玲プロデュース・ニコラ10周年記念キティちゃんコラボ発売（2007年9月上旬 - ）

## 作品

### 写真集
- OKAMO（2011年3月24日、集英社、撮影：細野晋司）ISBN 978-4087806007
- TRANS.（2013年6月13日、集英社、撮影：宮坂浩見）ISBN 978-4087806847

### カレンダー
- 岡本玲 2013年 カレンダー（2012年10月17日、ハゴロモ）
- 岡本玲 2014年 カレンダー（2013年11月13日、ハゴロモ）
- 岡本玲 2015年 カレンダー（2014年10月29日、ハゴロモ）
- 岡本玲 2016年 カレンダー（2015年10月24日、ハゴロモ）[62][63]
- 岡本玲 2017年 カレンダー（2016年10月15日、ハゴロモ）
- 岡本玲 2018年 カレンダー（2017年10月21日、ハゴロモ）
- 岡本玲 2019年 カレンダー（2018年10月20日、ハゴロモ）
- 岡本玲 2020年 カレンダー（2019年10月12日、ハゴロモ）
- 岡本玲 2021年 カレンダー（2020年10月31日、ハゴロモ）
- 岡本玲 2022年 カレンダー（2021年11月6日、ハゴロモ）

### DVD
- アップトゥーボーイ（2007年7月号）付録
- 日経エンタテインメント別冊Girls Special（2007年11月）付録

イメージ
- 月刊 岡本玲 from 女優力(2010年6月25日)
- 「岡本玲ドキ☆ドキVacation」（2011年5月26日、リバプール）
- 僕と少女の四日間の物語（2011年12月21日、リバプール）

### ディスコグラフィー

#### シングル
- teenage days（2008年3月26日）
- Railroad Star（2008年6月18日）
- 恋愛方程式/地図にない場所（2008年10月22日）

#### アルバム
- That's Girls Life（2008年12月24日）

### タイアップ
| 曲名           | タイアップ                                                         |
| teenage days   | 日本テレビ系『業界クイズ ミニキテ！』2008年3月度エンディングテーマ |
| Railroad Star  | 日本テレビ系『アナ☆パラ』2008年6月度エンディングテーマ             |
| 恋愛方程式     | テレビ東京『しょこ♥リータ』2008年10月 - 12月度エンディングテーマ   |
| 地図にない場所 | NHK『Jリーグ中継』2008年エンディングテーマ                         |

## 競技実績
| 会期            | 主催者                       | 大会（年次・回）                                         | 部門                          | 順位（成績）    | 備考       |
| --------------- | ---------------------------- | -------------------------------------------------------- | ----------------------------- | --------------- | ---------- |
| 2001年6月-7月   | 日本珠算連盟                 | 全国あんざんコンクール（2001年）                         | 小学4年生の部                 | 5位             |            |
| 2002年12月23日  | 和歌山県計算実務協会         | 県下珠算選手権大会兼近畿珠算競技大会代表選考会（第30回） | 小学4年生の部                 | 準優勝（640点） |            |
| 2002年12月23日  | 和歌山県計算実務協会         | 県下珠算選手権大会兼近畿珠算競技大会代表選考会（第30回） | 読上算競技・小学生の部        | 3位             |            |
| 2002年6月-7月   | 日本珠算連盟                 | 全国あんざんコンクール（2002年）                         | 小学5年生の部                 | 15位            |            |
| 2002年8月8日    | 和歌山県計算実務協会         | 県下夏季珠算競技大会（第54回）                           | 小学5年生の部                 | 準優勝（735点） |            |
| 2002年9月10日   |                              | 近畿通信珠算ベスト100大会（第18回）                      | Sランク                       | 6位（570点）    |            |
| 2002年11月23日  | 日本珠算連盟                 | 全国そろばんコンクール（2002年）                         | 小学5年生の部（和歌山県下）   | 準優勝（840点） |            |
| 2002年12月22日  | 和歌山県計算実務協会         | 県下珠算選手権大会兼近畿珠算競技大会代表選考会（第31回） | 小学生団体の部                | 優勝            | 県代表内定 |
| 2002年12月22日  | 和歌山県計算実務協会         | 県下珠算選手権大会兼近畿珠算競技大会代表選考会（第31回） | 読上暗算競技・小学生の部      | 3位             | 県代表内定 |
| 2002年12月22日  | 和歌山県計算実務協会         | 県下珠算選手権大会兼近畿珠算競技大会代表選考会（第31回） | 読上算競技・小学生の部        | 2位             | 県代表内定 |
| 2002年12月22日  | 和歌山県計算実務協会         | 県下珠算選手権大会兼近畿珠算競技大会代表選考会（第31回） | 個人の部・小学5年生の部       | 2位（660点）    | 県代表内定 |
| 2003年8月11日   | 和歌山県計算実務協会         | 県下夏季珠算競技大会（第55回）                           | 小学6年生の部                 | 優勝（740点）   |            |
| 2003年6月-7月   | 日本珠算連盟                 | 全国あんざんコンクール（2003年）                         | 小学6年生の部（和歌山県下）   | 1位             |            |
| 2003年11月-12月 | 日本珠算連盟                 | 全国そろばんコンクール（2003年）                         | 小学6年生の部（和歌山県下）   | 1位（920点）    |            |
| 2004年6月-7月   | 日本珠算連盟                 | 全国あんざんコンクール（2004年）                         | 中学校1年生の部               | 75位            |            |
| 2004年6月-7月   | 日本珠算連盟                 | 全国あんざんコンクール（2004年）                         | 中学校1年生の部（和歌山県下） | 3位（1270点）   |            |
| 2004年11月-12月 | 日本珠算連盟                 | 全国そろばんコンクール（2004年）                         | 中学校1年生の部               | 61位            |            |
| 2004年11月-12月 | 日本珠算連盟                 | 全国そろばんコンクール（2004年）                         | 中学校1年生の部（和歌山県下） | 2位（865点）    |            |
| 2005年6月-7月   | 日本珠算連盟                 | 全国あんざんコンクール（2005年）                         | 中学校2年生の部               | 50位            |            |
| 2005年6月-7月   | 日本珠算連盟                 | 全国あんざんコンクール（2005年）                         | 中学校2年生の部（和歌山県下） | 3位（1340点）   |            |
| 2006年6月-7月   | 日本珠算連盟                 | 全国あんざんコンクール（2006年）                         | 中学校3年生の部               | 33位            |            |
| 2006年6月-7月   | 日本珠算連盟                 | 全国あんざんコンクール（2006年）                         | 中学校3年生の部（和歌山県下） | 2位（1390点）   |            |
| 2006年11月      | 読売新聞社・日本学生協会基金 | 高円宮杯全日本中学校英語弁論大会（2006年）               | 和歌山県                      | 2位             |            |
| 2006年11月-12月 | 日本珠算連盟                 | 全国そろばんコンクール（2006年）                         | 中学校3年生の部               | 34位            |            |